# Sarah Walker (ciclista de BMX)
Sarah Walker (Whakatane, 10 de julio de 1988) es una deportista neozelandesa que compitió en ciclismo en la modalidad de BMX.
Participó en los Juegos Olímpicos de Londres 2012, obteniendo una medalla de plata en la carrera femenina. Ganó nueve medallas en el Campeonato Mundial de Ciclismo BMX entre los años 2007 y 2015.
En 2016 fue elegida miembro de la Comisión de Atletas del Comité Olímpico Internacional.

## Palmarés internacional
| Juegos Olímpicos   | Juegos Olímpicos             | Juegos Olímpicos  | Juegos Olímpicos |
| Año                | Lugar                        | Medalla           | Competición      |
| ------------------ | ---------------------------- | ----------------- | ---------------- |
| 2012               | Londres (Reino Unido)        | Medalla de plata  | Carrera          |
| Campeonato Mundial |                              |                   |                  |
| Año                | Lugar                        | Medalla           | Competición      |
| 2007               | Victoria (Canadá)            | Medalla de oro    | Cruiser          |
| 2007               | Victoria (Canadá)            | Medalla de plata  | Carrera          |
| 2008               | Taiyuan (China)              | Medalla de bronce | Carrera          |
| 2008               | Taiyuan (China)              | Medalla de bronce | Cruiser          |
| 2009               | Adelaida (Australia)         | Medalla de oro    | Carrera          |
| 2009               | Adelaida (Australia)         | Medalla de oro    | Cruiser          |
| 2010               | Pietermaritzburg (Sudáfrica) | Medalla de plata  | Carrera          |
| 2011               | Copenhague (Dinamarca)       | Medalla de plata  | Carrera          |
| 2015               | Zolder (Bélgica)             | Medalla de bronce | Contrarreloj     |